# 拉伊蒙
拉伊蒙（法語：Raillimont，法語發音：[ʁajimɔ̃]）是法国上法蘭西大區埃纳省的一个市镇，属于拉昂区。

## 地理
拉伊蒙（49°42'18"N, 4°9'14"E）面积4.9 平方千米，位于法国上法蘭西大區埃纳省，该省份为法国北部内陆省份，北起北部省，西接索姆省和瓦兹省，东临阿登省和马恩省，西南至塞纳-马恩省，东北部与比利时接壤。
与拉伊蒙接壤的市镇（或旧市镇、城区）包括：塞尔河畔鲁夫鲁瓦、塞尔河畔罗祖瓦、弗拉伊库尔、罗基尼、沃莱吕比尼。

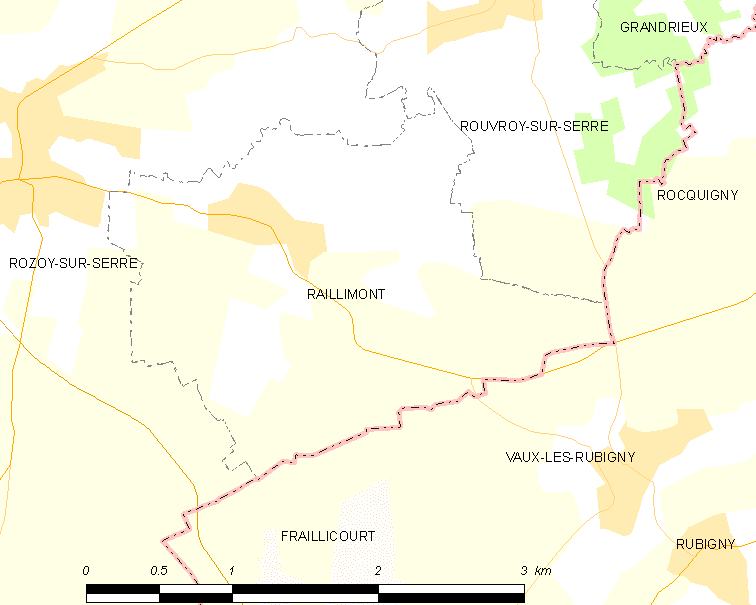
拉伊蒙的OSM定位图

拉伊蒙的时区为UTC+01:00、UTC+02:00（夏令时）。

## 行政
拉伊蒙的邮政编码为02360，INSEE市镇编码为02634。

## 政治
拉伊蒙所属的省级选区为韦尔万县。

## 人口

1962-2008年间拉伊蒙人口变化图示

拉伊蒙于2022年1月1日时的人口数量为89人。